# Leionema
Leionema – rodzaj roślin z rodziny rutowatych. Obejmuje 22 gatunki występujące we wschodniej Australii (od Queensland po Tasmanię i Australię Południową oraz Nową Zelandię. Rodzaj opisany został w 1998 roku.

## Morfologia
Krzewy o nagich lub owłosionych pędach. Liście skrętoległe, pojedyncze, gruczołowato punktowane, całobrzegie, rzadziej ząbkowane. Kwiaty obupłciowe i pięciokrotne wyrastają pojedynczo lub w wierzchotkowatych kwiatostanach w kątach liści lub szczytowo. Kielich i korona kwiatu składa się z 5 listków, pręcików jest 10. 

## Systematyka
Pozycja systematyczna według Angiosperm Phylogeny Website (aktualizowany system APG III z 2009)
Rodzaj z rodziny rutowatych Rutaceae z rzędu mydleńcowców Sapindales w obrębie kladu różowych roślin okrytonasiennych. W obrębie rodziny rodzaj klasyfikowany jest do podrodziny Toddalioideae i plemienia Boronieae.
Wykaz gatunków
- Leionema ambiens (F.Muell.) Paul G.Wilson
- Leionema bilobum (Lindl.) Paul G.Wilson
- Leionema carruthersii (F.Muell.) Paul G.Wilson
- Leionema coxii (F.Muell.) Paul G.Wilson
- Leionema dentatum (Sm.) Paul G.Wilson
- Leionema diosmeum (Comm. ex A.Juss.) Paul G. Wilson
- Leionema elatius (F.Muell.) Paul G.Wilson
- Leionema equestre (D.A.Cooke) Paul G.Wilson
- Leionema gracile (C.T. White) Paul G.Wilson
- Leionema hillebrandii (J.H. Willis) Paul G.Wilson
- Leionema lachnaeoides (A.Cunn.) Paul G.Wilson
- Leionema lamprophyllum (F.Muell.) Paul G.Wilson
- Leionema microphyllum (F.Muell.) Paul G.Wilson
- Leionema montanum (Hook.) Paul G.Wilson
- Leionema nudum (Hook.) Paul G.Wilson
- Leionema obtusifolium (Paul G.Wilson) Paul G.Wilson
- Leionema oldfieldii (F.Muell.) Paul G.Wilson
- Leionema phylicifolium (F.Muell.) Paul G.Wilson
- Leionema ralstonii  (F.Muell.) Paul G.Wilson
- Leionema rotundifolium (Endl.) Paul G.Wilson
- Leionema sympetalum (Paul G.Wilson) Paul G.Wilson
- Leionema viridiflorum (Paul G.Wilson) Paul G.Wilson